# Марк Валерій Мессала Барбат Аппіан
Марк Валерій Мессала Барбат Аппіан (лат. Marcus Valerius Messalla Barbatus Appianus; 45 до н. е. — 12 до н. е.) — політичний діяч ранньої Римської імперії, консул 12 року до н. е.

## Життєпис
Походив з патриціанського роду Клавдіїв. Син Аппія Клавдія Пульхра, консула 38 року до н. е. Спочатку мав ім'я Гай Клавдій Пульхр. У 20—х роках до н. е. був усиновлений Марком Валерієм Мессалою, консулом 53 року до н. е. У 12 році до н. е. обраний консулом разом з Публієм Сульпіцієм Квірінієм. Втім через декілька тижнів раптово помер.

## Родина
Дружина — Клавдія Марцелла Молодша, небога імператора Августа.
Діти:
- Клавдія Пульхра
- Марк Валерій Мессала Барбат